# إديث نسبيت
إديث نسبيت (بالإنجليزية: E. Nesbit) (و. 1858 – 1924 م) هي كاتِبة، وكاتبة للأطفال بريطانية، توفيت عن عمر يناهز 66 عاماً، بسبب سرطان الرئة.

## سيرة حياتها

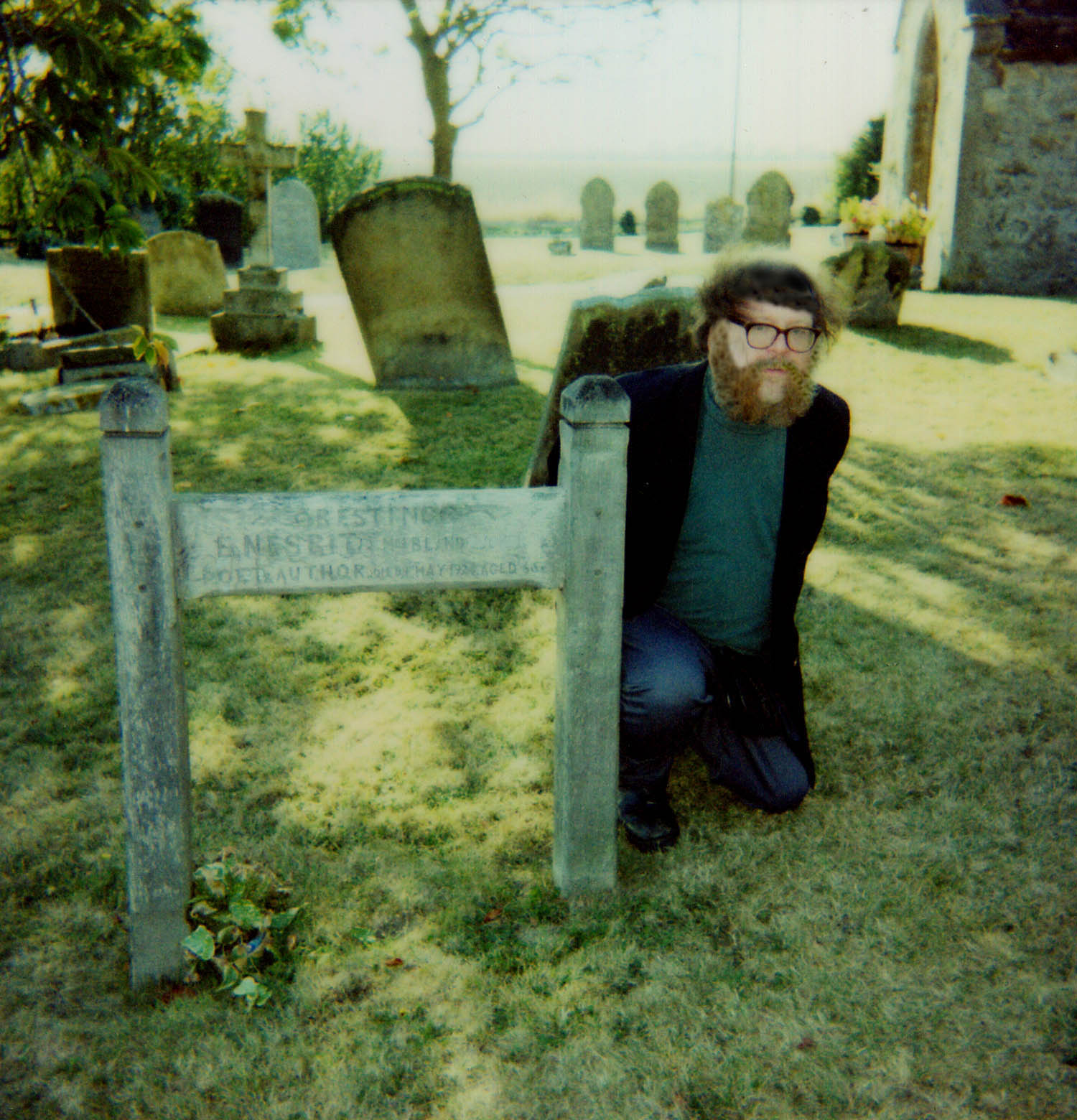
صورة شخصية

وُلدت نسبيت في عام 1858 في كيننجتون، لندن، ابنة الكيميائي الزراعي جون كوليس نسبيت، الذي توفي في مارس من عام 1862، قبل عيد ميلادها الرابع. وبسبب مرض شقيقتها ماري الدائم سافرت العائلة إلى العديد من البلدان، برايتون، باكنغهامشير، فرنسا (دييب، روان، باريس، بواتييه، أنغوليم، بوردو، أركاشون، باو، بانيير دو بيجور) وإسبانيا وألمانيا، قبل الاستقرار لمدة ثلاث سنوات في هالستيد هول في شمال غرب كينت، وهو الموقع الذي ألهمها لاحقًا لكتابة أطفال السكك الحديدية.
عندما كانت نسبيت في السابعة عشرة من عمرها، عادت العائلة لتعيش في جنوب شرق لندن.
التقت نسبيت بالكاتب هوبرت بلاند عندما كانت في الثامنة عشرة، وكان أكبر منها بثلاث سنوات، في عام 1877. وتزوجته عندما كانت حاملًا في شهرها السابع في شهر أبريل عام1880، على الرغم من أنها لم تعيش معه على الفور، إذ استمر بلاند في العيش مع أمه.  كان زواجهما مضطربًا، اكتشفت نسبيت باكرًا أن امرأة أخرى ادعت أنها كانت خطيبة بلاند وأنجبت منه طفلاً أيضًا. أما في عام 1886 اكتشفت أن صديقتها الجيدة، أليس هواتسون، كانت حاملاً بطفلة هوبرت. وافقت نسبيت على تبني طفلة هواتسون والسماح لها بالعيش معها كمدبرة للمنزل. لكن بعد أن اكتشفت الحقيقة، غضبت واقترحت أن تغادر هواتسون مع طفلتها روزاموند. هدُد الزوج بهجر إديث إذا تبرأت من الرضيعة وأمها. لذلك بقيت هواتسون معهم كمدبرة منزل وسكرتيرة وأصبحت حاملًا من بلاند مرةً أخرى بعد 13 عامًا. وتبنت إديث مرة أخرى طفل هواتسون، جون.
أطفال نسبيت من بلاند كانوا بول سيريل بلاند (1880-1940)؛ ماري إيريس بلاند (1881–1965)، التي تزوجت جون أوستن دي فيليبس عام 1907؛ وفابيان بلاند (1885–1900). تبنت أيضًا طفلي بلاند من أليس هواتسون، روزاموند إيديث نسبيت هاميلتون، في (1886-1950)، التي تزوجت من كليفورد داير شارب في 16 أكتوبر من عام 1909؛ وجون أوليفر وينتورث بلاند (1899–1946). توفي فابيان، ابن نسبيت، عندما كان عمره 15 عامًا بعد عملية استئصال اللوزتين. خصصت نسبيت عددًا من الكتب له مثل قصة الباحثين عن الكنز بالإضافة إلى العديد من الكتب الأخرى. تعاونت ابنة نسبيت المتبناة روزاموند معها في كتاب حكايات القط.
كانت نسبيت من اتباع الاشتراكي الماركسي ويليام موريس وكانت هي وزوجها هوبير بلاند من بين مؤسسي جمعية فابيان عام 1884. وقد سُمّي ابنهما فابيان على اسم الجمعية. كانا مسؤولين أيضًا عن تحرير مجلة الجمعية اليوم؛ كانت هواتسون السكرتيرة المساعدة للجمعية. تعاملت نسبيت وبلاند لفترة وجيزة مع الاتحاد الاشتراكي الديمقراطي، لكنهما توقفا لاحقًا بسبب تطرف الحزب الشديد. كانت نسبيت محاضرة نشيطة وكاتبة غزيرة الإنتاج عن الاشتراكية خلال الثمانينيات من القرن التاسع عشر. كتبت نسبيت أيضًا مع زوجها تحت اسم (فابيان بلاند)، على الرغم من تضاؤل هذا النشاط مع نمو نجاحها كمؤلف للأطفال.
عاشت نسبيت من 1899 إلى 1920 في ويل هول، في جنوب شرق لندن، والتي أظهرتها بشكل خيالي في العديد من كتبها، وخاصة في كتابها البيت الأحمر. استمتعت هي وزوجها بوجود دائرة كبيرة من الأصدقاء والزملاء والمعجبين في منزل ويل هول. تزوجت نسبيت من توماس تاكر في 20 فبراير من عام 1917، بعد نحو ثلاث سنوات من وفاة بلاند.
توفيت نسبيت في عام 1924 ودُفنت في فناء كنيسة سانت ماري. توفي زوجها توماس في نفس المكان في 17 مايو عام 1935. كان ابن إديث بول بلاند أحد منفذي وصية توماس تاكر.

## وصلات خارجية
- إديث نسبيت على موقع IMDb (الإنجليزية)
- إديث نسبيت على موقع الموسوعة البريطانية (الإنجليزية)
- إديث نسبيت على موقع ميوزك برينز (الإنجليزية)
- إديث نسبيت على موقع إن إن دي بي (الإنجليزية)
- إديث نسبيت على موقع ديسكوغز (الإنجليزية)
- إديث نسبيت على موقع قاعدة بيانات الفيلم (الإنجليزية)

- إديث نسبيت في قاعدة بيانات الأفلام على الإنترنت